# Circuito Tívoli
El Circuito Tívoli (en inglés Tivoli Circuit) fue un exitoso y popular circuito de entretenimiento de vodevil australiano que presentaba revistas, ópera, ballet, danza, canto, comedia musical, juglares e incluso obras de Shakespeare. Su época de esplender corresponde dese su fundación en 1893 hasta la década de 1950, y contó con presentaciones locales y artistas internacionales de Estados Unidos y el Reino Unido.
El circuito sufrió una caída catastrófica en popularidad después de la introducción de la televisión en Australia en 1956, aunque adoptó el nuevo medio y presentó transmisiones en vivo de media hora desde Sídney. La última aparición del Tívoli se realizó en 1966 y la compañía realizó brevemente una exhibición de películas en Melbourne. El edificio de Sídney estuvo arrendado a varios establecimientos hasta que el edificio fue finalmente demolido en 1969. El único teatro Tívoli original que sigue en pie es el Her Majesty's Theatre en Adelaida.

## Historia
El circuito fue establecido por el barítono y comediante inglés Harry Rickards en 1893, tras el éxito de su New Tivoli Minstrel and Grand Specialty Company, que actuó en la antigua Ópera de Sídney en 1892. En 1909, Rickards tenía 532 personas en nómina.
El circuito pasó a manos de una sucesión de directivos tras la muerte de Rickards en 1911. El primero fue Hugh D. Mclntosh (en 1912), que compró el circuito por 100.000 libras esterlinas. Después del éxito con producciones teatrales a gran escala como Chu Chin Chow, vendió el Circuito de Tívoli a Harry G. Musgrove en 1921. Posteriormente fue adquirido por JC Williamson Tivoli Vaudeville Pty. Ltd. en 1924, luego por Mike Connors y Queenie Paul (en los años de la Gran Depresión), Musgrove Theatres nuevamente en 1934 bajo Frank Neil y Wallace Parnell y, a partir de 1944, David N. Martin. Director General del Circuito Tivoli de Australia.
El circuito adquirió la antigua Grand Opera House de Sydney, que en 1932 pasó a llamarse Nuevo Teatro Tívoli . El CircuitoTivoli fue el principal escaparate del teatro de variedades y el vodevil en Australia durante más de 70 años. El circuito creció hasta incluir Melbourne, New Tivoli Theatre, en Adelaida (construido en 1913, ahora Her Majesty's Theatre y el único teatro Tivoli original que aún se conserva), Brisbane y Perth en sus giras de principios de siglo, promocionando musicales locales e internacionales., actos de variedades y comedia. Presentaba un amplio espectro de actos de vodevil que incluían bailarines, acróbatas, comediantes y ventrílocuos, y el Tívoli era famoso por sus coristas escasamente vestidas, conocidas coloquialmente como tappers de Tívoli.

## Legado
Graeme Murphy dirigió y coreografió un musical de danza, Tivoli, en 2001, rindiendo homenaje al Circuito de Tivoli y su papel en el teatro australiano del siglo XX, presentado por la Sydney Dance Company y The Australian Ballet.